# Miodunka plamista
Miodunka plamista, m. lekarska (Pulmonaria officinalis L.) – gatunek roślin z rodziny ogórecznikowatych (Boraginaceae). Występuje naturalnie w niemal całej Europie. Ponadto jest uprawiany jako roślina ozdobna.

## Rozmieszczenie geograficzne
Gatunek występuje w Europie Środkowej. Na wschodzie sięga do Białorusi i zachodniej Ukrainy, wzdłuż Karpat schodzi na Bałkany sięgając na południu do północnej Grecji. Występuje w północnych Włoszech, we wschodniej Francji i w Anglii. Na północy sięga po Danię i południową Szwecję. W Polsce występuje głównie w zachodniej części kraju.

## Morfologia

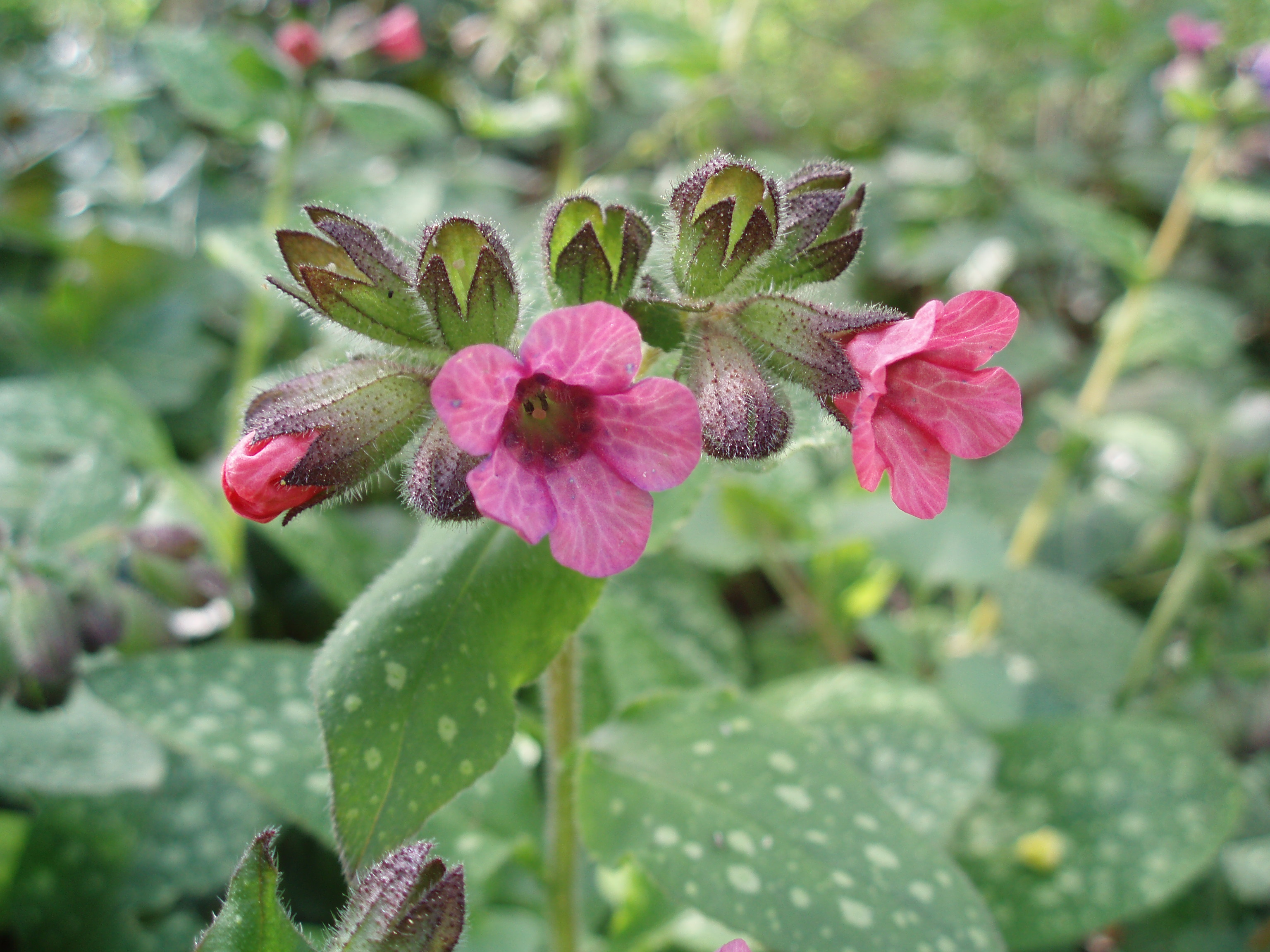
Kwiaty

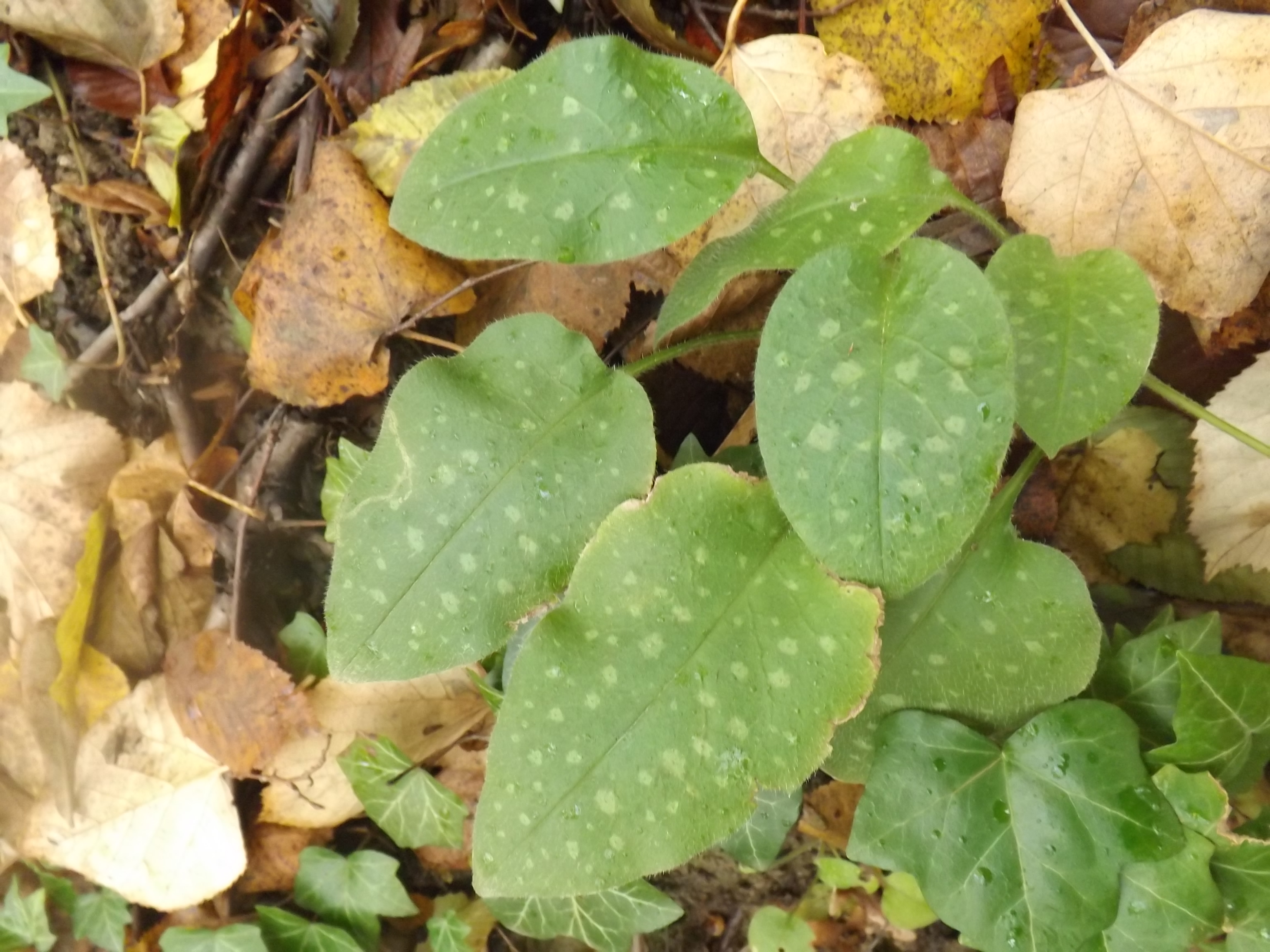
Plamiste liście

PokrójBylina dorastająca do 15–30 cm wysokości. Łodyga soczysta, wzniesiona, pojedyncza, lub słabo rozgałęziająca się, kanciasta i cała silnie, gruczołowato owłosiona. Pod ziemią występuje czarne i silnie rozgałęzione kłącze.
LiścieJajowate i zaostrzone liście odziomkowe o szerokości mniej więcej równej ich długości (co najwyżej półtora razy dłuższe od szerokości). U nasady zwężają się, od spodu są jaśniejsze i sztywno owłosione. Ich ogonki liściowe są dłuższe od blaszki. Liście łodygowe w dolnej części mają krótkie, oskrzydlone ogonki, górne są siedzące. Charakterystyczną cechą tego gatunku miodunki jest występowanie na górnej stronie wszystkich liści jasnych, srebrzystych plam.
KwiatyDwubarwne i różnosłupkowe (heterostylia): młode kwiaty czerwone, później stają się fioletowe. Wyrastają na krótkich, silnie gruczołowato owłosionych szypułkach, tworząc na szczycie łodygi stosunkowo gęsty kwiatostan typu dwustronny sierpik. Kielich lejkowatego kształtu, złożony z 5 jednakowych, trójkątnych ząbków. Wewnątrz korony 5 łukowatych, orzęsionych linii.
OwocSkłada się z 4 brunatnych lub czarnych rozłupek.
Gatunki podobneRoślina jest podobna do miodunki ćmej (P. obscura), od której różni się plamistymi liśćmi.

## Biologia i ekologia
Hemikryptofit. Siedlisko: Lasy liściaste, zarośla (zwłaszcza nadrzeczne). Najczęściej rośnie na glebach próchniczych, dobrze przewietrzanych. Jest cieniolubna. W klasyfikacji zbiorowisk roślinnych gatunek charakterystyczny dla O. Fagetalia. Kwitnie wczesną wiosną – od marca do maja. Kwiaty zapylane przez błonkówki. Jeden z rodzimych dla Polski gatunków zakwitających i rozwijających liście wczesną wiosną, jeszcze przed rozwinięciem liści przez drzewa, pod którymi rośnie.

## Zastosowanie
- Roślina uprawna: uprawiana jest jako roślina ozdobna ze względu na swoje dwubarwne kwiaty i plamiste liście.
- Roślina lecznicza: Surowcem zielarskim jest ziele (Herba Pulmonariae). Ma takie same własności lecznicze i zastosowanie, jak miodunki ćmy. Główne związki: krzemionka rozpuszczalna w wodzie ok. 2,5%, garbnik ok. 6%, alantoina do 1%, saponina, kwasy organiczne, flawonoid, sole mineralne, związki śluzowe[13].
- Roślina jadalna: liście można dodawać do sałatek, potraw warzywnych, zapiekanek, farszów, sosów, tart lub pizzy. Kwiaty mogą stanowić dodatek do twarogu i sałatek. Po ususzeniu można zaparzać jak herbatę[14].

## Uprawa
Najlepiej rośnie w półcieniu, na żyznej, bogatej w próchnicę glebie. Dodatkowo gleba powinna być przepuszczalna oraz wilgotna. Roślina jest mrozoodporna (strefy 6-9)(egzemplarze sadzone na koniec lata lub jesienią w celu ochrony przed mrozem przykrywa się gałęziami roślin iglastych). Rozmnaża się ją przez nasiona, sadzonki lub podział. Miodunka może być porażana przez mączniaka prawdziwego.